# NGC 1424
NGC 1424 est une galaxie spirale intermédiaire située dans la constellation de l'Éridan. NGC 1424 a été découverte par l'ingénieur irlandais Bindon Stoney en 1850.

## Caractéristiques
Sa vitesse par rapport au fond diffus cosmologique est de 5 495 ± 10 km/s, ce qui correspond à une distance de Hubble de 81,1 ± 5,7 Mpc (∼265 millions d'al).
À ce jour, cinq mesures non basées sur le décalage vers le rouge (redshift) donnent une distance de 67,720 ± 11,202 Mpc (∼221 millions d'al), ce qui est à l'intérieur des valeurs de la distance de Hubble. Notons cependant que c'est avec la valeur moyenne des mesures indépendantes, lorsqu'elles existent, que la base de données NASA/IPAC calcule le diamètre d'une galaxie et qu'en conséquence le diamètre de NGC 1424 pourrait être d'environ 40,0 kpc (∼130 000 al) si on utilisait la distance de Hubble pour le calculer.
La classe de luminosité de NGC 1424 est II et elle présente une large raie HI.